# Charles Ravaux
Charles Ravaux, né le 9 mars 1922 à Rillieux (Rhône) et mort le 22 mai 1978 à Maisons-Laffitte (Yvelines), est un syndicaliste français.

## Biographie
Fils d'un maréchal-ferrant, Charles Ravaux obtient le brevet élémentaire et devient professeur d'enseignement général dans un centre d'apprentissage, à Crépieux, puis à Villeurbanne, dans une école normale nationale d'apprentissage (ENNA).
Après avoir participé à la Résistance, il s'investit particulièrement dans le militantisme syndical. Membre du Syndicat national de l'enseignement technique-Centres d'apprentissage, secrétaire départemental pour le Rhône, il participe au congrès qui, en 1948, décide de conserver l'affiliation du syndicat à la CGT, alors que la grande majorité des autres syndicats de l'éducation choisissent de constituer une Fédération de l'éducation nationale autonome.
Secrétaire régional du syndicat, rebaptisé Syndicat national de l’enseignement technique et professionnel (SNETP), il est élu en 1950 à la commission administrative nationale du syndicat, dont il devient, en 1956, en remplacement de Charles Artus, le secrétaire général, fonction qu'il exerce pendant près de vingt ans. Trois ans plus tard, il devient membre de la commission exécutive confédérale de la CGT.
Il est aussi alors militant du Parti communiste français et participe, à partir des années 1960, à la commission laïque de ce parti.
Favorable au rapprochement avec le SNETAA, syndicat du même champ professionnel, mais affilié à la FEN, il propose en 1969 une fusion entre les deux syndicats, mais que la direction du SNETAA, très violemment anti-communiste et anti-cégétiste, refuse d'envisager, même lorsque Ravaux est d'accord pour rompre avec un des principes fondamentaux de la CGT et accepter le droit de tendances dans son syndicat, projet qui d'ailleurs ne se réalise pas.
À partir de 1970, Ravaux s'investit dans l'action confédérale nationale de la CGT. Il est ainsi en 1970 un des négociateurs de l'accord sur la formation continue des salariés, il participe, à partir de l'année suivante, à la mise en place du secteur propagande et communication de la confédération, dont il est le secrétaire. C'est à cette fonction qu'il se consacre exclusivement à partir de 1974, année où il quitte la direction du SNETP.
Il engage notamment la création de radios « pirates » ouvrières, mais ne voit pas la naissance de la plus emblématique de toute, Lorraine cœur d'acier, projet auquel il contribue, cependant à l'origine. Il meurt en effet prématurément, à l'âge de 56 ans, le 22 mai 1978.